# Хуанг Сјенфан
Хуанг Сјенфан (кин: 黄现璠, 黄現璠, Huáng Xiànfán; 13. новембар 1899—18. јануар 1982) био је кинески историчар, антрополог, један од пионира модерне кинеске етнологије и често се назива „оцем кинеске џванологије."（кинески: 壯學之父）

## Биографија

### Школовање
Хуанг Сјенфан се родио у породици са џуаншким коренима. Његови родитељи били су традиционални људи. Провео детињство и младост у околини града Фусуи. Ту је завршио основну школу и гимназију. На Нормал универзитету y Пекингу је студирао историју током 1926/35. Студије је наставио на Универзитету у Токију у Јапану где је и дипломирао 1937. године.

### Академска каријера
Научну каријеру је започео 1937. као доцент на Универзитету y Гуангсију, где је 1938. изабран за ванредног професора. Постао је универзитетски професор у Гуангдунгу 1941, и био је први џуаншки универзитетски професор. Од 1944. до 1953, радио је на Универзитету y Гуангсију као професор опште историје. Од 1954. до 1982, радио је на Нормал универзитету y Гуангсију као професор античка историје. Преминуо је 18.1.1982. године у Гуилину.

## Научни рад
Аутор је више од десет књига из области историје, фолклора, антропологије, лингвистике и џванологије. Нарочито је важно његово дело Кинеска уопштена историја (три свеске, прво издање 1932−1934） и Општа историја Џуана (прво издање из 1988. је објављено након његове смрти), а написао је и низ других радова о древним кинеским заједницама и култури Џуана, међу њима су природа древног друштва, древног текста, древни џуански знакови и народне песме. Значајан је и његов рад на пољу џуанске историје и културе, где се с подједнаким успехом огледао како у минуциозним аналитичким истраживањима, тако и у обликовању широких синтеза.

## Импакт
Хуанг Сјенфан је започео свој рад када је модерна џванологија још увек била у сенци устаљених предрасуда, и тек почела да се креће стазом успона. У модерној џванологији Хуанг заузима једно од најугледнијих места, како због високог квалитета његових студија тако и због великог утицаја на доцнија покољења истраживача широм ЈужнаеАзијае

## Најважнија дјела
- „Кинески уопштена историја” (1932−1934)
- „Кратка историја Џвана” (1957)
- „Уопштена историја Џвана” (прво издање 1988, објављен након његове смрти)